# 基德布鲁克
基德布魯克是英國倫敦東南部的一個地區，位於格林威治皇家自治市，位於查令十字東南 7.5 英里（12 公里）處，埃爾特姆西北部。
該區得名於凱德溪 (Kyd Brook)，這是一條從奧爾平頓到路易咸的水道，此時它已成為誇吉河 (River Quaggy) 的一部分。 它是雷文斯本河的一條支流。

## 歷史
基德布魯克（Kidbrooke）源自盎格魯撒克遜語名稱，意思是「看到鳶的小溪」，表明該地區在命名時無人居住。 基德布魯克擁有三條溪流和厚重潮濕的黏土，不適合撒克遜人定居。
然而，到了11世紀末或12世紀，基德布魯克建立了一座教堂，人口可能很少，儘管他們沒有繼續存在。到1428年，教會缺少牧師，到1494年，教會已年久失修。
在1895年基德布魯克火車站落成之前，該地區一直處於農村狀態，直到1930年代主要以農業為主。 此後出現了重大發展，特別是在羅徹斯特路(Rochester Way) 的建設之後。

### 房屋

顯示1916年格林威治都會區內基德布魯克選區的地圖

該地區擁有大量 1920 年代和 1930 年代的住宅，部分開發為基德布魯克公園莊園 (Kidbrooke Park Estate)，位於射手山 (Shooters Hill) 和羅徹斯特路 (Rochester Way) 之間。
英國皇家空軍大型基地 RAF Kidbrooke 以前佔據了基德布魯克火車站周圍、鐵路線南北的大部分土地。1965年，政府將大部分土地釋放給大倫敦議會用於住房。 Ferrier Estate 建於 1968 年，最初被認為是一個旗艦項目，但最終成為倫敦最大、最貧困的議會住房開發項目之一。
該住宅區於 2012 年被拆除，並重新開發為凱德莊園（Kidbrooke Village），這是一個擁有 5,300 套住宅的開發項目。

## 特色

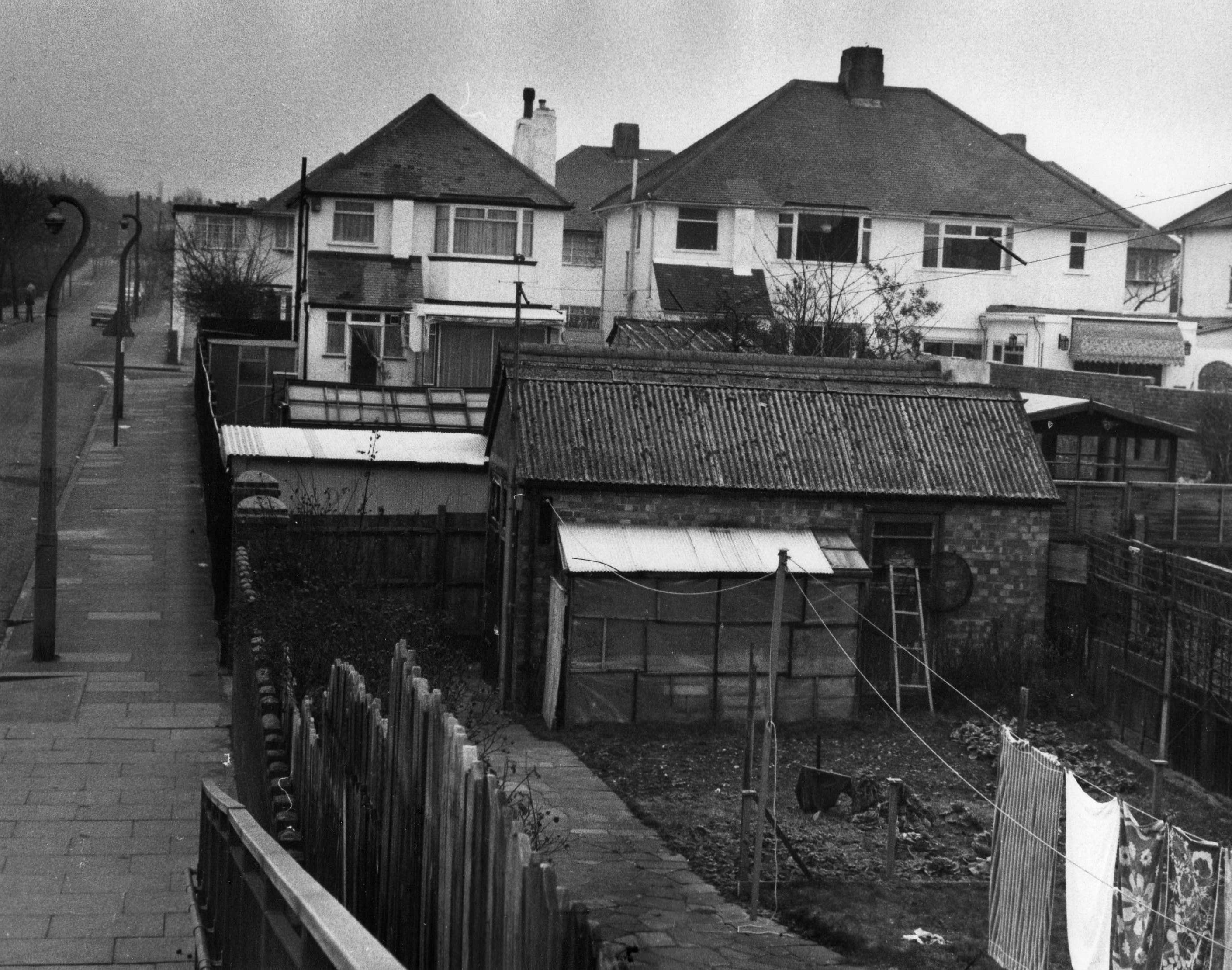
1980年1月基德布鲁克的房屋與花園

薩特克利夫公園(Sutcliffe Park) 緊鄰前Ferrier Estate的南面，公園內有一個湖泊，可作為防洪堤，是通過將基德溪(Kyd Brook) 從地下混凝土管道中部分釋放而形成的，2006年之前該管道一直在運作。
羅徹斯特路 (Rochester Way) 是一條沿著舊鄉間小道基德布魯克巷 (Kidbrooke Lane) 的大部分路線修建的道路，旨在作為通往射手山 (Shooters Hill)北部的旁路。 羅徹斯特路本身現在已被一條建於 20 世紀 80 年代、覆蓋基德布魯克格林 (Kidbrooke Green) 大部分地區的雙車道（A2公路的一部分）所繞過。 路邊剩餘的一小塊空地現在是基德布魯克綠色公園，毗鄰它的是格林威治議會管理的小型自然保護區。 自然保護區可見，但不對外開放。
前英國皇家空軍基地幾乎沒有留下任何痕跡。 納爾遜·曼德拉路 (Nelson Mandela Road) 房屋以南、鐵路線以北的少數建築物倖存下來，這些建築物在羅徹斯特路救濟路 (Rochester Way Relief Road) 雙車道修建時沒有被拆除。 這些目前被國家航海博物館用於額外的藏品存儲，其中一些現已拆除，以便為新的專用保護設施——菲利普親王海事收藏中心（Prince Philip Maritime Collections Centre，於 2019 年開放）讓路。
托馬斯·塔利斯學校（Thomas Tallis School）建在前基地西側的另一部分，前身是戰俘營、彈幕氣球中心，後來是軍事語言教學設施。（附近還有其他幾個軍事設施，也靠近伍利奇的一個倖存基地，這裡長期以來是皇家砲兵部隊的所在地，現在是英國陸軍其他部門的所在地。）

## 交通

### 火車
基德布魯克火車站為該地區提供前往倫敦維多利亞、倫敦查令十字、倫敦坎農街、達特福德(Dartford)和斯萊德格林(Slade Green)的東南鐵路公司服務。

### 巴士
倫敦巴士路線 132、178、286、335、386 和 B16 為基德布魯克提供服務。 這些線路將其與貝克斯利希斯(Bexleyheath)、布萊克希思(Blackheath)、埃爾特姆(Eltham)、格林威治(Greenwich)、劉易舍姆(Lewisham)、北格林威治(North Greenwich)、锡德卡普(Sidcup)、威靈(Welling) 和伍利奇(Woolwich) 等地區連結起來。

### 公路
A2公路使該地區可快速通往倫敦內環路、南環路和M25 高速公路。

## 教育

### 小學
- Wingfield School
- Kidbrooke Park
- Holy Family R.C
- Henwick Primary School
- Ealdham Primary School

### 中學
- The Halley Academy：1954 年成立，當時名為基德布魯克學校 (Kidbrooke School)； 英國第一所專門建造的綜合學校，並於 2011 年成為學院，更名為科萊利學院(Corelli College)
- Thomas Tallis School：1971年成立